# Лионор Флайшър
Лионор Флайшър (на английски: Leonore Fleischer) е американска писателка на произведения в жанра романизация на филми.

## Биография и творчество
Лионор Флайшър е родена на 5 септември 1932 г. в Хъдсън, Ню Йорк, САЩ.
Работи като журналист към „Вашингтон Поуст“ и списание „Ню Йорк“.
Авторка е на много романизации на известни филми и сценарии.
Лионор Флайшър живее със семейството си в Ню Йорк.

## Произведения

### Самостоятелни романи
- Funny Lady (1975)
- Lipstick (1976)
- The Lords of Flatbush (1977)
- Heaven Can Wait (1978)
- Ice Castles (1978)
- Running (1979)
- The Rose (1979)
- Fame (1980)
- Making Love (1982)
- Annie (1982)
- Breathless (1983)
- Staying Alive (1983)
- It Came upon Midnight (1984)
- Agnes of God (1985)
- Sweet Dreams (1985)
- The Neverending Story (1985)
- The Four Jessicas (1986)
- Three Amigos (1987)
- Sweet Sixteen (1988)
- Sweet Hearts Dance (1988)
- Rain Man (1989)
Рейнман, изд.: „Христо Г. Данов“, София (1993), прев. Рубина Минкова
- Flatliners (1990)
- The Fisher King (1991)
Кралят на рибарите, изд. Лъчезар Минчев (1992), прев. Александър Хрусанов
- Accidental Hero (1992)
Герой по неволя, изд. „Еквус Арт“, София (1993), прев. Кристин Балчева
- Shadowlands (1993)
- Mary Shelley's Frankenstein (1994)
- The Net (1995)

### Документалистика
- John Denver (1976)
- Joni Mitchell (1976)
- The Chicken Soup Book (1977)
- The Cat's Pajamas (1982)
- Dolly (1987)
- Brain Building (1990) – с Мерилин Вос Савант
- Brain Power (1991) – с Мерилин Вос Савант
- The Dog Who Rescues Cats (1995) – с Филип Гонзалес
- The Blessing of the Animals (1996) – с Филип Гонзалес